# Seznam.cz
Seznam.cz – największy czeski portal internetowy.
Portal został założony 5 kwietnia 1996 przez Iva Lukačoviča. Pierwotnie pełnił funkcję katalogu stron internetowych, później przeobraził się w pełnoprawny portal internetowy.
W rankingu Alexa serwis był notowany globalnie na miejscu: 535 (grudzień 2020), w Czechach: 3 (grudzień 2020).